# Aldair Santos
Aldair Cruz dos Santos (sinh ngày 4 tháng 9 năm 1989), hay còn được biết đến với cái tên Aldair, là một cầu thủ bóng đá người São Tomé và Príncipe hiện tại đang thi đấu ở vị trí tiền vệ cho câu lạc bộ RSD Jette ở Bỉ và Đội tuyển bóng đá quốc gia São Tomé và Príncipe.

## Sự nghiệp thi đấu
Anh rời quê hương năm 13 tuổi. Anh gia nhập đội bóng cấp tỉnh của Bỉ, Bon Air vào năm 2009, rời câu lạc bộ ba năm sau khi anh chuyển đến Black Star, nơi anh ấy chơi cho đến năm 2014 khi anh ấy ký hợp đồng với RSD Jette. Do cư trú lâu dài và hiện tại ở Bỉ, nên anh cũng có quốc tịch Bỉ.

## Sự nghiệp quốc tế
Aldair ra mắt quốc tế cho São Tomé và Príncipe vào ngày 22 tháng 3 năm 2017, khi xuất phát ngay từ đầu trong trận thua 1-0 tại Vòng loại Cúp bóng đá châu Phi 2019 trước Madagascar.